# 弥勒寺西遺跡

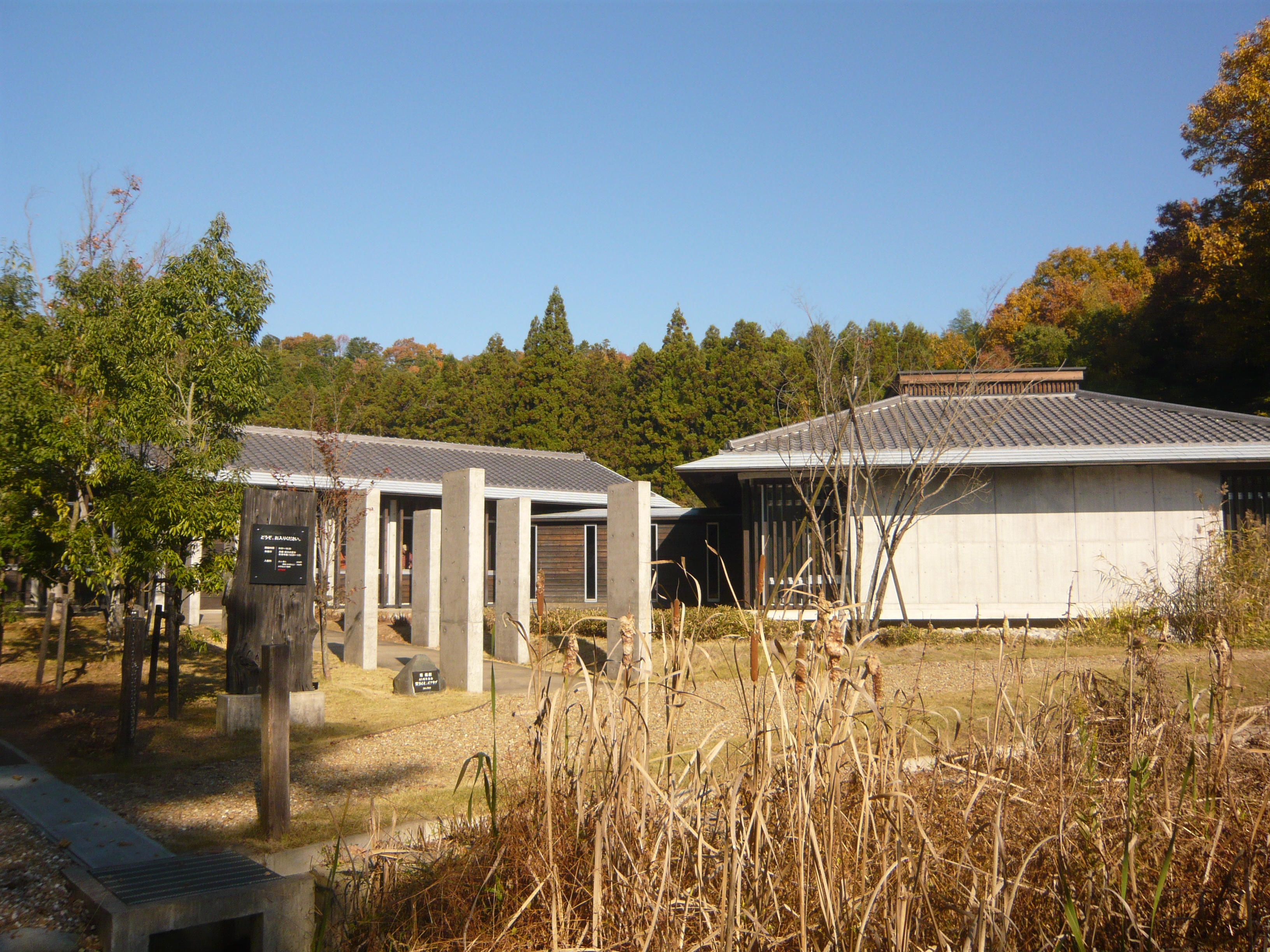
弥勒寺西遺跡内の関市円空館。

弥勒寺西遺跡（みろくじにしいせき）は、岐阜県関市池尻の関市円空館所在地にある古代の祭祀遺跡である。弥勒寺跡の西に隣接する谷間に展開する。国の史跡「弥勒寺官衙遺跡群」を構成する弥勒寺遺跡群の1つであるが、当遺跡範囲は史跡指定をうけていない。

## 概要
奈良時代後半から行われていた祭祀や工房跡で、2002年（平成14年）に実施された関市円空館建設に伴う発掘調査により明らかになった。また2006年（平成18年）11月から2007年（平成19年）2月におこなわれた第2次調査では弥勒寺に関する役所や僧房と考えられる建物群が存在していたことが明らかになった。
当地の周辺には弥勒寺跡・弥勒寺官衙遺跡（弥勒寺東遺跡）・池尻大塚古墳・丸山古窯跡（美濃市）があり、これらは「弥勒寺官衙遺跡群」として国の史跡に指定され、発掘調査が継続されている。
8世紀後半～9世紀にかけての多数の墨書土器（須恵器）など、出土した遺物の一部は関市円空館の常設コーナーにて展示されている。